# Valle de Abdalajís
Valle de Abdalajís is een gemeente in de Spaanse provincie Málaga in de regio Andalusië met een oppervlakte van 21 km². In 2007 telde Valle de Abdalajís 2983 inwoners.